# Кастелейнс, Тван
Тван Кастелейнс (нидерл. Twan Castelijns; род. 23 января 1989 в Хаперте, Нидерланды) — голландский профессиональный  шоссейный велогонщик, в 2016-2017 годах выступавший за команду высшего дивизиона «Lotto NL-Jumbo».

## Достижения
2015
3-й Мемориал Арно Валларда
2017
2-й Тур Дренте

## Статистика выступлений

### Гранд-туры
| Гонка           | 2016 | 2017 |
| --------------- | ---- | ---- |
| Джиро д'Италия  | 114  | 130  |
| Тур де Франс    | —    | —    |
| Вуэльта Испании | —    | —    |

| —  | Не участвовал  |
| НФ | Не финишировал |